# Fremont (Nebraska)
Fremont je grad u američkoj saveznoj državi Nebraska. Prema popisu stanovništva iz 2010. u njemu je živjelo 26,397 stanovnika.